# Žďár nad Sázavou
Žďár nad Sázavou település Csehországban, a Žďár nad Sázavou-i járásban. Žďár nad Sázavou Račín, Počítky, Polnička, Světnov, Vatín, Vysoké, Březí nad Oslavou, Hamry nad Sázavou, Jámy, Nové Veselí, Nové Město na Moravě, Sázava, Lhotka és Budeč településekkel határos. Lakosainak száma 20 525 fő (2024. január 1.).

## Népesség
A település lakosságának változását az alábbi diagram mutatja:
| Lakosok száma | 4338 | 3842 | 4655 | 4936 | 25 015 | 24 289 | 21 160 | 20 847 | 20 338 | 20 525 |
|               | 1869 | 1890 | 1921 | 1950 | 1980   | 2001   | 2017   | 2019   | 2022   | 2024   |